# Marcelo Martelotte
Marcelo Martelotte, detto Marcelo (Rio de Janeiro, 18 dicembre 1968), è un allenatore di calcio ed ex calciatore brasiliano, di ruolo portiere, tecnico del Sergipe.

## Caratteristiche tecniche
Giocava come portiere, sebbene non fosse dotato di una statura imponente.

## Carriera

### Giocatore
Nel 1987 inizia a giocare tra i professionisti con il Taubaté, militando nel Campionato Paulista Serie A2. Nel 1989 si accasò al Bragantino, neopromosso in massima divisione. Alla sua prima stagione in Serie A1 la squadra raggiunse le semifinali, perdendo contro il San Paolo. A livello nazionale il Bragantino si rese protagonista, vincendo la seconda divisione e ottenendo la qualificazione alla Série A 1990. L'annata successiva fu ancor più degna di nota, poiché arrivò il primo e unico titolo a livello statale. La finale si disputò tra Novorizontino e Bragantino, e quest'ultima formazione vinse in virtù della classifica avulsa, dati i due pareggi nella doppia sfida di andata e ritorno. Marcelo ebbe l'opportunità di giocare da titolare la prima stagione del Bragantino in Série A, e debuttò il 2 settembre 1990 al Morumbi contro il San Paolo; la settimana successiva arrivò la prima vittoria, al Maracanã contro il Flamengo per 2-1. Al termine della stagione, il portiere carioca assommò ventuno presenze, non avendo saltato un solo incontro. La stagione seguente il Bragantino raggiunse la finale, perdendola contro il San Paolo, e Marcelo giocò ventidue volte su ventitré, presenziando in entrambe le partite decisive. Al termine del torneo Marcelo fu eletto miglior portiere, vincendo così la Bola de Prata della rivista Placar. Nel 1993 l'estremo difensore fu mandato in prestito al Santa Cruz, e nella sua breve parentesi a Recife vinse il campionato statale. Durante la sua assenza il posto da titolare fu ricoperto da Gabriel. Tornato al Bragantino, Marcelo disputò le stagioni 1994, 1995 e 1996, sempre da titolare fisso. Al termine della stagione 1996 la squadra retrocesse, essendosi classificata all'ultimo posto, e Marcelo venne prelevato dal Santos per ricoprire il ruolo di portiere di riserva, dietro a Zetti. La temporanea assenza di quest'ultimo permise a Marcelo di giocare otto partite durante il Campeonato Brasileiro Série A 1997. Dopo l'esperienza al Santos tornò al Santa Cruz e poi allo Sport, ritirandosi nel 2002 con la maglia del Taubaté.

### Allenatore
Nel 2005 fu chiamato dalla dirigenza del Palmeiras per guidare la squadra giovanile durante la Copa São Paulo de Futebol Júnior. Dopo aver curato anche le giovanili del Taubaté, nel 2010 ha ricoperto il ruolo di tecnico ad interim nel Santos fino a dicembre, sostituendo Dorival Júnior in attesa dell'arrivo di Adílson Batista. Dal 28 febbraio 2011 è chiamato a sostituire l'esonerato Adílson Batista ma il 5 aprile viene già sostituito da Muricy Ramalho.

## Palmarès

### Giocatore

#### Club

##### Competizioni nazionali
- Campionato brasiliano di seconda divisione: 1

Bragantino: 1989
- Campionato paulista: 1

Bragantino: 1990
- Campionato Pernambucano: 2

Santa Cruz: 1993
Sport: 2000
- Torneo Rio-San Paolo: 1

Santos: 1997

##### Competizioni internazionali
- Coppa CONMEBOL: 1

Santos: 1998

#### Individuale
- Bola de Prata: 1

1991